# Stoke Lodge and The Common
Stoke Lodge and The Common är en civil parish i South Gloucestershire i Gloucestershire i England. Skapad 1 april 2015.